# بریاگووتس
بریاگووتس (به بلغاری: Bryagovets) یک منطقهٔ مسکونی در بلغارستان است که در شهرستان کروموفگراد واقع شده‌است.